# David Platt
David Andrew Platt (Chadderton, 10 juni 1966) is een voormalig Engels voetballer, die gedurende zijn carrière vooral speelde als aanvallende middenvelder.

## Biografie
David Platt werd opgeleid bij de jeugd van Manchester United maar kreeg geen kans in het eerste elftal. Hij kon in januari 1985 met een vrije transfer naar Crewe Alexandra waar hij zichzelf opwierp als een sterke en vlot scorende middenvelder. Verscheidene clubs toonden interesse in hem, maar het was Aston Villa dat de speler voor £200000 aankocht in februari 1988.
Na een korte aanpassing aan het voetbal op het hoogste niveau wist de speler twee sterke seizoenen op het hoogste niveau te spelen. Hij werd hiervoor in 1989 beloond door Bobby Robson die hem voor de eerste keer opstelde in een wedstrijd van de Engelse nationale ploeg. Dit was in een vriendschappelijke wedstrijd tegen Italië (0-0) op woensdag 15 november 1989, toen hij na 78 minuten inviel voor Peter Beardsley. Andere debutanten in dat duel waren Dave Beasant (Chelsea), Nigel Winterburn (Arsenal) en Mike Phelan (Manchester United).
Platt werd ook geselecteerd voor het wereldkampioenschap in 1990 in Italië. Hij begon de meeste wedstrijden dan wel op de bank, hij wist drie goals te scoren: tegen België (tweede ronde), Kameroen (kwartfinale) en Italië (wedstrijd voor de derde plaats). Vooral zijn doelpunt tegen België in de 120e minuut was legendarisch. De Rode Duivels waren veel sterker dan de Engelsen. Veel Belgen hebben nog steeds slechte herinneringen als ze de naam van David Platt horen vallen.
In de zomer van 1991 vertrok Platt naar AS Bari in Italië waar hij in de Serie A ging spelen. De club had £5500000 veil voor de speler. AS Bari degradeerde dat jaar echter naar de Serie B en werd Platt getransfereerd naar Juventus. Weer een jaar later ging hij naar Sampdoria.
Platt bleef echter een vaste waarde in de Engelse nationale ploeg. Hij speelde op het voor de Engelsen desastreuze Europees kampioenschap in 1992 in Zweden waar hij de enige goal voor de nationale ploeg scoorde in een wedstrijd tegen de Zweden. De ploeg kwalificeerde zich niet voor het wereldkampioenschap in 1994 en tijdens het Europees kampioenschap in 1996 in Engeland was hij een bankzitter geworden. Hij startte wel nog in de kwartfinale tegen Spanje. Na het toernooi nam hij afscheid van het internationale voetbal met 62 caps en 27 goals.
Intussen was hij alweer getransfereerd naar de Premier League waar hij de kleuren van Arsenal ging verdedigen. Hij won met de ploeg de dubbel: de titel en de FA Cup in 1998.
Hierna werd hij trainer bij Sampdoria maar op zijn aanstelling kwam het nodige protest: David Platt had niet de nodige kwalificaties om een club in de Serie A te coachen en moest hierdoor al snel weer een stapje terug doen. Hij ging hierop naar Nottingham Forest FC waar hij trainer-speler werd. Ook dat bracht niet het gewenste succes mee, na twee seizoenen moest hij daar ook opstappen.
Hij werd hierop coach bij de Engelse beloften. Hij loodste de ploeg naar het Europees Kampioenschap in 2002 maar nadat hij hier in 2004 niet in slaagde moest hij ook een stap opzij zetten.

## Overzicht
| Seizoen | Club                 | Land              | Competitie      | Duels | Goals |
| ------- | -------------------- | ----------------- | --------------- | ----- | ----- |
| 1984/85 | Manchester United FC | Vlag van Engeland | First Division  | 0     | 0     |
| 1984/85 | Crewe Alexandra FC   | Vlag van Engeland | Fourth Division | 22    | 5     |
| 1985/86 | Crewe Alexandra FC   | Vlag van Engeland | Fourth Division | 43    | 9     |
| 1986/87 | Crewe Alexandra FC   | Vlag van Engeland | Fourth Division | 43    | 22    |
| 1987/88 | Crewe Alexandra FC   | Vlag van Engeland | Fourth Division | 26    | 19    |
| 1987/88 | Aston Villa FC       | Vlag van Engeland | Second Division | 11    | 5     |
| 1988/89 | Aston Villa FC       | Vlag van Engeland | First Division  | 38    | 7     |
| 1989/90 | Aston Villa FC       | Vlag van Engeland | First Division  | 37    | 19    |
| 1990/91 | Aston Villa FC       | Vlag van Engeland | First Division  | 35    | 19    |
| 1991/92 | AS Bari              | Vlag van Italië   | Serie A         | 29    | 11    |
| 1992/93 | Juventus FC          | Vlag van Italië   | Serie A         | 16    | 3     |
| 1993/94 | UC Sampdoria         | Vlag van Italië   | Serie A         | 29    | 9     |
| 1994/95 | UC Sampdoria         | Vlag van Italië   | Serie A         | 26    | 8     |
| 1995/96 | Arsenal FC           | Vlag van Engeland | Premier League  | 29    | 6     |
| 1996/97 | Arsenal FC           | Vlag van Engeland | Premier League  | 28    | 4     |
| 1997/98 | Arsenal FC           | Vlag van Engeland | Premier League  | 31    | 3     |
| 1999/00 | Nottingham Forest FC | Vlag van Engeland | First Division  | 3     | 0     |
| 2000/01 | Nottingham Forest FC | Vlag van Engeland | First Division  | 2     | 1     |

## Erelijst
Juventus
- UEFA Cup: 1992/93

 Sampdoria
- Coppa Italia: 1993/94

 Arsenal
- Premier League: 1997/98
- FA Cup: 1997/98